# 4.º Cuerpo Mecanizado
El 4.º Cuerpo Mecanizado (4-й механизированный корпус) unidad militar del Ejército Rojo de la Unión Soviética.

## Historia
Formada en julio de 1940, el cuerpo se formó en la composición del Distrito Militar Especial Kiev, como una entidad sobre el 6.º Ejército. El cuerpo estuvo estacionado en Lvov. Destruida en la Bolsa de Uman en agosto de 1941.

## Formación del cuerpo
- El mando del cuerpo de las tropas formaban parte de la región de Lviv basado en el 49.º Cuerpo de Rifles. 
  - Conformadas del 53.º Regimiento de Motocicleta, 146.º Regimiento de Caballería y la 16.ª División de Caballería.
- La 8.ª División de Tanques se formó sobre la base de la 24.ª Brigada Liger de Tanques. Además, la formación del 51.º Regimiento de Tanques, 54.º Batallones de Tanques de la 10.ª Brigada de Tanques. 
  - El Regimiento de Rifles Motorizado y Obuses forman al 608.º Regimiento de Rifles Motorizado, 146.ª División de Rifles Motorizado y el 220.º Regimiento de Obús de la 7.ª División de Rifles Motorizado. En septiembre de 1940 el 8.º Regimiento de Obús recibió nuevos obuses de 152 mm howitzer M1938 (M-10) y tractores STZ-5. El Regimiento Mecanizado recibió el 20 de enero de 1941 los nuevos modelos de obuses de 122 mm howitzer M1910/30.
- La 10.ª División de Tanques estuvo compuesta mayoritariamente de las tropas de la 23.ª Brigada Ligera de Tanques. Además, para completar la división y que será completada, incluirá al 57.º Batallón de Tanques, 62.º Batallón de Tanques, 222.º Compañía de Reconocimiento, 77.º Compañía de Comunicaciones, 312.º Compañía de Transporte de la 10.ª Brigada Pesada de Tanques, 257.º Regimiento de Rifles y el 280.º Regimiento Ligero de Artillería de la 7.ª División de Rifles y de la 146.ª División de Rifles.
- La 81.ª División Motorizada sirvió también al cuerpo mecanizado. En enero de 1940 la división fue movilizada (al puesto 12 000). El 280.º Regimiento de Rifles, se disolvió o bien la 142.º Regimiento de Artillería, que forma parte de la división fue devuelto a la formación, regresando a la 79.ª División de Rifles.
- A partir del 305.º Batallón de Tanques se formó el 53.º Regimiento de Tanques, nuevamente formar un batallón de la reparación.
- El 11 de junio de 1940, la división se traslada al área de Zablotov, donde se convirtió en parte del 12.º Ejército, participando en la anexión de Besarabia y Bucovina.
- El 11 de julio de 1940, la 81.ª División Motorizada se disolvió en Lviv, incluido en la formación del 4.º Cuerpo Mecanizado.
- La fecha de finalización de la formación del cuerpo fijada inicialmente para el 30 de junio y luego el 9 de agosto de 1940.

En febrero de 1941 la composición del cuerpo produjo un cambio:
- La 10.ª División de Tanques deja la formación y es asignada al 15.º Cuerpo Mecanizado, y trasladado a Lviv, y es sustituido por la 32.ª División de Tanques, sobre la base de la 30.ª Brigada Liegera de Tanques. El 20 de febrero de 1941 el cuerpo se componía 632 tanques.

## Comandantes
- Mijaíl Potapov - (4 de junio de 1940 - 17 de enero de 1941)
- Andréi Vlásov - (17 de enero de 1941 - julio de 1941)
- Vasili Volski

### Comisario Político
- Iván Vasilievich Zuev

### Jefe de Estado Mayor
- Aleksandr Alekseevich Martjan

## Orden de batalla
Formación del 1 de octubre de 1940:
- 8.ª División de Tanques
- 10.ª División de Tanques, en marzo de 1941 es asignada al 15.º Cuerpo Mecanizado y se sustituye por la 32.ª División de Tanques
- 32.ª División de Tanques (22 de junio de 1941)
- 81.ª División Mecanizada de Rifles se compone:
  - 3.º Regimiento Motocicleta
  - 441.º Regimiento del Cuerpo de Artillería
  - 445.º Regimiento del Cuerpo de Artillería
  - 184.º Batallón Independiente de Reconocimiento
  - 48.º Batallón Independiente Motorizado
  - 104.ª Escuadrilla del Cuerpo de Aviación

Formación del 18 de septiembre de 1942:
- 36.ª Brigada Mecanizada de Rifles
- 59.ª Brigada Mecanizada de Rifles
- 60.ª Brigada Mecanizada de Rifles
- 55.º Regimiento de Tanques
- 158.º Regimiento de Tanques